# Eva Pons
Eva Pons (* 15. Dezember 1971 in Homburg) ist eine deutsche Pianistin und Dirigentin. Sie ist Dozentin an der Theaterakademie August Everding. Eva Pons war Dirigentin und Korrepetitorin beim Staatstheater am Gärtnerplatz. Seit November 2021 leitet sie das Opernstudio an der Komischen Oper Berlin.

## Leben und Wirken
Eva Pons erhielt in ihrer Jugend neben Klavierunterricht Orgel- und Cembalounterricht und legte das Kirchenmusik-C-Examen ab. Ab 1992 studierte sie Musikwissenschaften und Philosophie an der Universität Köln. Von 1996 bis 2000 studierte sie bei Jirí Stárek und Woiciech Rajski Orchesterdirigieren sowie bei Bernhard Kontarsky im Hauptfach Klavier an der Hochschule für Musik und Darstellende Kunst in Frankfurt am Main. Im Fach Diplomorchesterdirigentin erhielt sie die Note „sehr gut“. Im Jahre 2000 nahm sie an einem internationalen Dirigierkurs bei Sir Colin Davis in Dresden teil und wurde Richard-Wagner-Stipendiatin der Stadt Frankfurt.

## Dirigentin und Pianistin
Eva Pons hatte Gastdirigate u. a. beim Freien Ensemble „Das Operntheater“ in Köln (1994/95), an der Folkwang-Hochschule für Musik in Essen (1996), am Stadttheater Gießen (1997), der Kammeroper Frankfurt (1999), beim Radio-Symphonieorchester Frankfurt und der Polnische Kammerphilharmonie Danzig (1998/1999/2000).
Außerdem ist sie seit 1997 Klavier- und Cembalopartnerin bei Lieder- und Kammermusikabenden.
Im Jahr 2000 war sie Korrepetitorin und Pianistin in Symphoniekonzerten am Staatstheater Darmstadt und übernahm die Vertretung des Studienleiters am Theater Hof bei Hänsel und Gretel und Anatevka. Daneben wirkte sie bei der Uraufführung der Komposition Orchestra für zwei Klaviere und Elektronik von Daniel Smutny mit.
2001 erhielt Eva Pons einen Teilspielzeitvertrag als Korrepetitorin am Staatstheater Darmstadt.
Von 2001 bis 2021 war sie Solorepetitorin mit Dirigierverpflichtung am Staatstheater am Gärtnerplatz in München.
2002 sprang sie als Dirigentin am Theater an der Rott in Eggenfelden für den Wildschütz von Lortzing ein.
Seit November 2021 leitet sie das Opernstudio an der Komischen Oper Berlin.
Im August 2023 hat sie auf Mauritius die Zauberflöte dirigiert mit großteils einheimischen Musikern.